# Europese weg 96
De Europese weg E96 of E96 is een Europese weg die loopt van İzmir in Turkije (aansluiting op de E87) tot aan Sivrihisar (in Turkije), waar wordt aangesloten op de E90. De weg is een Klasse A West-Oost referentieweg in het Europese wegennetwerk.

## Geschiedenis
In het oude systeem was de weg bekend onder de naam E23. In het midden van de tachtiger jaren van de 20e eeuw werd de route als E96 opgenomen in het nieuwe wegnummeringssysteem. In het jaar 2000 weg de route afgevoerd uit het wegnummeringssysteem. De reden hiervoor is niet bekend. De weg bleef wel onder de naam E96 bekend. Op aandrang van de Turkse overheid in 2005 heeft de route in 2006 opnieuw het nummer E96 toegekend gekregen.

## Referentie
- Aanwijzing E96 in 2005[dode link]
- Lengte E96